# David Miller (hockey sur glace)
Pour les articles homonymes, voir Miller et David Miller.
David Engelbert Miller (né le 15 décembre 1925 à Wilkie au Canada - mort le 8 octobre 1996 à Victoria au Canada) est un joueur canadien de hockey sur glace. Il participe aux Jeux olympiques d'hiver de 1952 et devient champion olympique avec le Canada. Il dispute huit rencontres au cours du tournoi et inscrit 10 buts. Il est aussi sacré champion du monde à l'issue de ce même tournoi.

## Titres et honneurs personnels
- Médaille d'or aux Jeux olympiques de 1952 à Oslo en Norvège
- Champion du monde 1952